# All I Want Is You
All I Want Is You is een nummer van de Ierse band U2.
Het nummer verscheen met de nummers Unchained Melody en Everlasting love als single in juni 1989. Deze single verscheen naast de normale versie ook in twee speciale versies: een genummerde 7" single in een film bus en een 12" single in een box met afdrukken van de bandleden.
All I Want Is You verscheen bovendien op het album en de dvd Rattle and Hum. Het nummer is te horen tijdens de aftiteling van de dvd. Op deze versie wordt U2 bijgestaan door Tom Petty en Benmont Tench
Het nummer is geïnspireerd bij een lange coda door The Edge, toegevoegd aan het eind van With Or Without You.

## Covers
De volgende artiesten hebben All I Want Is You gecoverd:
- Alan Houser
- Mission K
- Royal Philharmonic Orchestra
- Stereofeed
- Studio 99
- Bellefire
- Anneke van Giersbergen

## NPO Radio 2 Top 2000
| Nummer met noteringen in de NPO Radio 2 Top 2000 | '00 | '01-'03 | '04 | '05 | '06 | '07 | '08 | '09 | '10 | '11 | '12 | '13 | '14 | '15 | '16 | '17 | '18 | '19 | '20 | '21 | '22 | '23  | '24 |
| ------------------------------------------------ | --- | ------- | --- | --- | --- | --- | --- | --- | --- | --- | --- | --- | --- | --- | --- | --- | --- | --- | --- | --- | --- | ---- | --- |
| All I Want Is You                                | 266 | -       | 402 | 354 | 365 | 345 | 444 | 533 | 570 | 491 | 366 | 438 | 511 | 617 | 718 | 592 | 761 | 790 | 799 | 920 | 992 | 1039 | 947 |

1. ↑  Een '-' betekent dat het nummer niet was genoteerd en een vetgedrukt getal geeft de hoogste notering aan.
2. ↑  2000 was het eerste jaar met een notering voor dit nummer.

Bono · The Edge · Adam Clayton · Larry Mullen jr.